# Вінсон (масив)
Маси́в Ві́нсон (англ. Vinson Massif) — найвищий гірський масив Антарктики, розташований у Західній Антарктиді, в хребті Сентінел у горах Елсворта. Його найвища вершина — пік Вінсон має висоту 4 892 м над рівнем моря, за іншими даними — 4 897 м.

## Географія

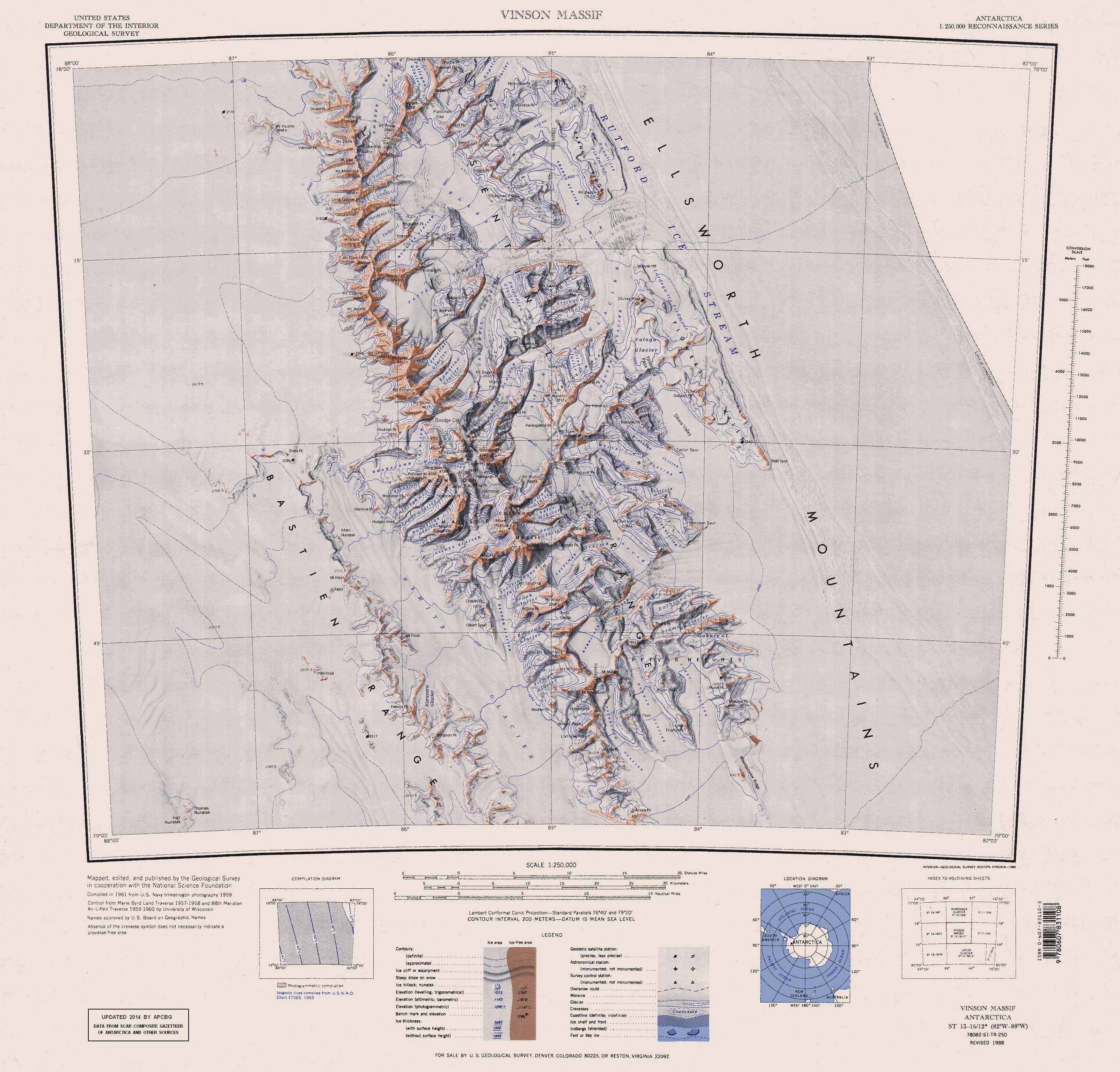
Топографічна мапа масиву Вінсон (масштаб 1: 250 000)

Масив розташований у Західній Антарктиді, в основі Антарктичного півострова за 1200 км від Південного полюса, за 680 км на схід-південний схід від вулкана Такахе. Масив Вінсон належить до хребта Сентинел і є північною частиною гір Елсворта. Довжина масиву — 21 кілометр, ширина — 13 кілометрів.
Масив містить в собі високе центральне плато Вінсон з кількома піками до 4800 метрів (15 730 футів), найвищі з яких: пік Вінсон (4 892 м), пік Клінч (4 841 м), пік Корбет (4 822 м) та інші. Також в складі масиву є кілька хребтів, що відходять в південно-західному і північно-східному напрямках від основного плато.
В південній частині масив обмежений льодовиком Гілдеа, в південно-східній — закінчується сідловиною Гаммер, що з'єднує його з масивом Креддок, та ще й з найвищими вершинами, горами: Рутфорд (4 477 м) та Креддок (4 368 м). На північному заході — масив відділений від гори Шинн (4 661 м) сідлом Гудж. Із західних — південно-західних схилів масиву сповзають льодовики: Бранскомб, Кейрнс, Тулакзик, Запол, Доннеллан — що, своєю чергою, впадають у великий льодовик Німіц. Він відділяє масив від хребта Бастьєн, який лежить на заході.

## Відкриття і дослідження
Про існування цього гірського масиву стало відомо тільки в січні 1958 року — саме того року його виявила американська повітряна експедиція з полярної станції Берд. Згодом його було названо «масив Вінсон», на честь Карла Вінсона, відомого американського політика.
Під час першого детального обстеження масиву 1959 року його найвищу висоту було встановлено на відмітці 5 140 м. Американська експедиція 1979—1980 років зробила точніші виміри — 4 897 м, а згодом було встановлено остаточну висоту — 4 892,17 м.
Перше сходження на вершину відбулося 17 грудня 1966 року, експедицією в складі Ніхоласа Клінча, Петера Шенінґа, Барри Корбета, Йогна Еванса, Вільяма Лонґа. Найвища точка — пік Вінсон (4 892 м) входить до складу альпіністського проєкту «Сім вершин» (англ. Seven Summits).

## Туризм і маршрути
Масив Вінсон є найвищою вершиною Антарктиди, що робить його однією з гір у престижному альпіністському проєкті «Сім вершин» — сходженні на найвищі гори кожного континенту. Хоча сходження не вважається надзвичайно технічним, воно є одним із найдорожчих та логістично найскладніших у світі через свою віддаленість та екстремальні погодні умови.

### Логістика та організація
Усі комерційні експедиції на масив Вінсон організовуються через єдиного монопольного оператора — компанію Antarctic Logistics & Expeditions (ALE), яка забезпечує перельоти та підтримку в регіоні. Альпіністський сезон триває протягом короткого антарктичного літа, зазвичай з листопада по січень, коли погода є найбільш сприятливою, а сонце світить цілодобово.
Подорож починається в місті Пунта-Аренас у Чилі, де учасники проходять фінальну підготовку та перевірку спорядження. Звідти вони здійснюють приблизно 4,5-годинний переліт на борту вантажного літака Іл-76 до головного табору ALE Юніон Глетчер (Union Glacier Camp) в Антарктиді. Після кількох днів акліматизації та очікування сприятливого прогнозу погоди, альпіністів доставляють до Базового табору Вінсон (Vinson Base Camp) на меншому літаку, зазвичай Twin Otter.

### Стандартний маршрут сходження
Більшість альпіністів піднімаються стандартним маршрутом по західному схилу гори, відомим як «маршрут Бранскомба» (Branscomb Shoulder route). Він вважається помірно складним і не вимагає високих технічних навичок, проте є фізично виснажливим через необхідність тягнути сани зі спорядженням та протистояти сильним вітрам і морозам. Сходження відбувається поетапно між трьома основними таборами:
- Базовий табір Вінсон (Vinson Base Camp, бл. 2140 м) — розташований на льодовику Бранскомб і є початковою точкою для всіх команд[11].
- Нижній табір (Low Camp, бл. 2770 м) — до нього команди доходять за 4–6 годин, перетинаючи льодовик. Цей табір слугує для подальшої акліматизації[12].
- Верхній табір (High Camp, бл. 3770 м) — шлях до цього табору є ключовою ділянкою маршруту. Альпіністи долають крутий льодовий схил (до 45 градусів) по фіксованих мотузках, що займає 5–7 годин[9][10]. Табір розташований на широкому плато з видом на гору Шинн[12].

Штурм вершини починається з Верхнього табору і триває від 9 до 12 годин (в обидва боки). Маршрут пролягає через широку улоговину до вершини західного гребеня, звідки відкривається вид на льодовик Полк. Далі альпіністи рухаються вздовж гребеня до самої вершини, насолоджуючись панорамою гори Елсуорт. Незважаючи на відносно невелику технічну складність, головними викликами на маршруті є наднизькі температури (до -40 °C), сильний вітер, ризик обмороження та значна висота.

## Українці на вершині

### Експедиції на Масив Вінсон
У січні 2022 року перша українська експедиція у повному складі успішно піднялася на найвищу точку Антарктиди — Масив Вінсон (4892 метри над рівнем моря). До складу цієї групи увійши 10 альпіністів з різних регіонів України, зокрема дві жінки з Дніпра — Марина Філатова та Ірина Караган. На момент цього сходження, Масив Вінсон підкорили лише 7 українців в історії. Незважаючи на складні погодні умови, українська група успішно завершила сходження, тоді як інші експедиції були змушені відступити.
У 2017 році сходження на Вінсон здійснила Тетяна Яловчак — одна з перших українок, які успішно завершили престижну програму «Сім вершин»..

## Див. також

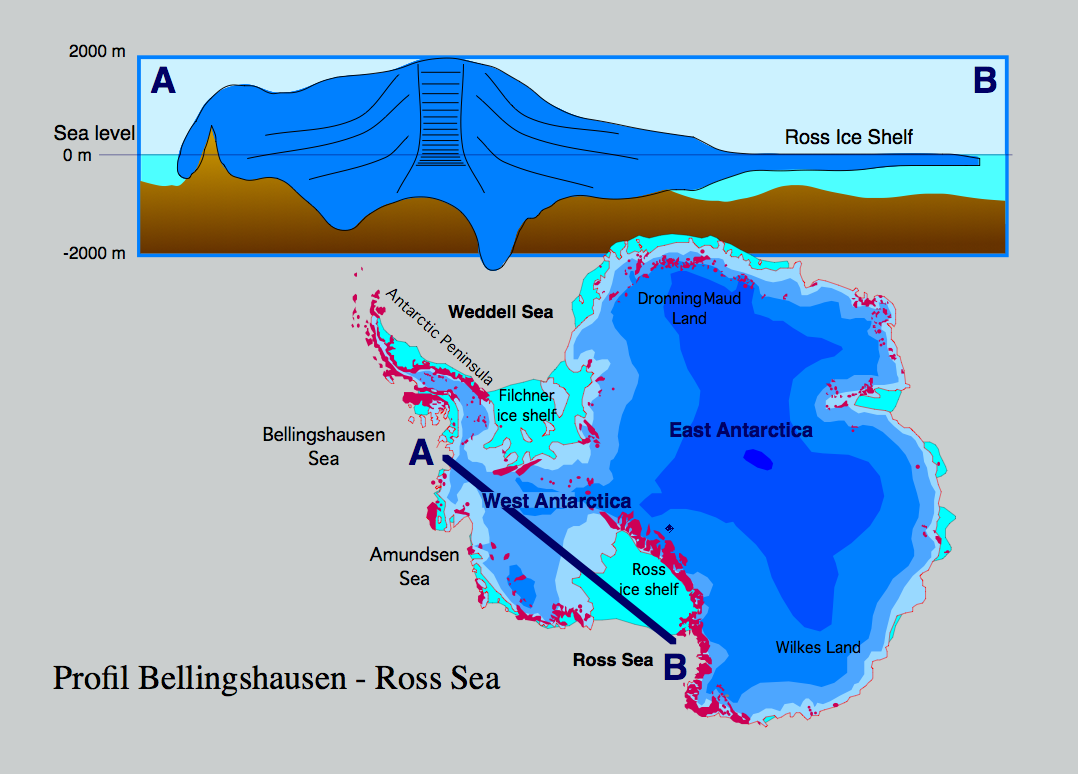
Розріз материка Антарктида
в районі масиву Вінсон

## Найвищі вершини
| № | Назва           | Назва англійською | Висота, м | Координати                                                            |
| - | --------------- | ----------------- | --------- | --------------------------------------------------------------------- |
| 1 | Пік Вінсон      | Monte Vinson      | 4 892     | 78°31′31″ пд. ш. 85°37′1″ зх. д. / 78.52528° пд. ш. 85.61694° зх. д.  |
| 2 | Пік Клінч       | Clinch Peak       | 4 841     | 78°32′8″ пд. ш. 85°30′45″ зх. д. / 78.53556° пд. ш. 85.51250° зх. д.  |
| 3 | Пік Корбет      | Corbet Peak       | 4 822     | 78°31′31″ пд. ш. 85°32′50″ зх. д. / 78.52528° пд. ш. 85.54722° зх. д. |
| 4 | Пік Сілверстейн | Silverstein Peak  | 4 790     | 78°32′51″ пд. ш. 85°38′57″ зх. д. / 78.54750° пд. ш. 85.64917° зх. д. |
| 5 | Пік Шенінґ      | Schoening Peak    | 4 743     | 78°31′36″ пд. ш. 85°27′57″ зх. д. / 78.52667° пд. ш. 85.46583° зх. д. |
| 6 | Пік Голлістер   | Hollister Peak    | 4 729     | 78°32′43″ пд. ш. 85°35′19″ зх. д. / 78.54528° пд. ш. 85.58861° зх. д. |